# Place du Général-Teissier-de-Marguerittes
La place du Général-Teissier-de-Marguerittes est une voie du 20e arrondissement de Paris, en France.

## Situation et accès
La place du Général-Teissier-de-Marguerittes est une voie privée située dans le 20e arrondissement de Paris. Elle débute rue Patrice-de-la-Tour-du-Pin et se termine rue Henri-Tomasi.

## Origine du nom
Elle doit son nom à Jean Teissier de Marguerittes, alias colonel Lizé (1882-1958), commandant des FFI de la Seine qui a organisé le soulèvement qui conduisit à la Libération de Paris le 25 août 1944.

## Historique
La voie est créée en 1980 dans le cadre de l'aménagement de la ZAC Gare de Charonne sous le nom provisoire de « voie CN/20 » et prend sa dénomination actuelle par un arrêté municipal du 9 décembre 1985.